# Resolution 2647 des UN-Sicherheitsrates
Die Resolution 2647 des UN-Sicherheitsrates der Vereinten Nationen wurde am 28. Juli 2022 angenommen. In der Resolution stimmte der Sicherheitsrat für eine Verlängerung des Mandats der United Nations Support Mission in Libya (UNSMIL) bis zum 31. Oktober 2022.
Zwölf Mitglieder des Rates stimmten dafür, während Gabun, Ghana und Kenia sich der Stimme enthielten.